# Hyperchiria
Genre
Le genre Hyperchiria regroupe des papillons appartenant à la famille des Saturniidae.

## Liste d'espèces
Selon NCBI (25 mai 2011) :
- Hyperchiria nausica